# Trilacuna rastrum
Trilacuna rastrum là một loài nhện trong họ Oonopidae.
Loài này thuộc chi Trilacuna. Trilacuna rastrum được miêu tả năm 2007 bởi Tong & Li.